# Vuoksujärvi
Het Vuoksujärvi is een meer in Zweden. Het meer ligt in de gemeente Kiruna op ongeveer 360 meter hoogte en ligt vlak naast de Lainiorivier, zonder ermee in contact te komen. Het meer van ongeveer 2 km² oppervlakte vormt een barrière voor de Europese weg 45, die tussen dit meer en het Karpuajärvi een scherpe bocht moet maken. Het dorp Nedre Soppero ligt aan het meer.